# Carmelo Ballester Nieto
Carmelo Ballester Nieto (Cartagena, 15 de febrero de 1881-Vitoria, 31 de enero de 1949) fue un clérigo español, miembro de la Congregación de la Misión, obispo de León (1938-1943) y de Vitoria (1943-1948) y arzobispo preconizado de Santiago de Compostela.

## Biografía
Nacido en la ciudad de Cartagena, pertenecía a una familia acomodada dedicada al comercio. Ingresó en la Congregación de la Misión, sin decírselo a sus padres. Se ordenó presbítero en París en 1903.
Estuvo después en Portugal, realizando numerosas obras sociales. 
En 1920 publicó una buena versión bilingüe en español y latín, cuidadosamente anotada y comentada, con índices y mapas, del Nuevo Testamento, aunque no del texto griego original, sirviéndose para ello de la Vulgata jeromiana y de la traducción de Torres Amat; se volvió a publicar varias veces, por ejemplo en Bélgica (El Nuevo Testamento de Nuestro Señor Jesucristo en latín y castellano. Tournai: Sociedad de San Juan Evangelista / Desclée y Cía, 1936) y también una versión portuguesa.
Durante la Guerra Civil, Ballester se refugió en Madrid en el Hospital de San Luis de los Franceses. Posteriormente logró escapar a Francia y llegó hasta Toulouse. Unos meses más tarde regresó a la España sublevada.
El 12 de febrero de 1938 Pío XI lo nombró obispo de León, en la zona controlada por los sublevados. Al ser provista la diócesis de forma unilateral por la Santa Sede, sin haber consultado a Franco, el nombramiento provocó malestar en este último. Ballester se mostró desde el primer momento fiel al bando sublevado, como demuestran tres telegramas dirigidos respectivamente a Franco, Jordana y el conde de Rodezno en los que expresa su apoyo al primer gobierno de los rebeldes conformado cuatro días antes.
En 1943 fue trasladado a la sede de Vitoria, que entonces todavía agrupaba las tres Provincias Vascongadas (territorio de la actual comunidad autónoma del País Vasco).
Fue procurador en las Cortes Españolas durante la I y II legislaturas (1943-1949) por designación del jefe del Estado, Francisco Franco.
Preconizado para el arzobispado de Santiago de Compostela, falleció el 31 de enero de 1949 en Vitoria, sin haber tomado posesión de la sede compostelana. Se encuentra enterrado en la Catedral de María Inmaculada (Vitoria).